# Laihe
Laihe (kinesiska: 莱河镇, 莱河) är en köping i Kina. Den ligger i provinsen Shandong, i den östra delen av landet, omkring 230 kilometer sydväst om provinshuvudstaden Jinan. Antalet invånare är 47402. Befolkningen består av 23 514 kvinnor och 23 888 män. Barn under 15 år utgör 18,0 %, vuxna 15-64 år 71 %, och äldre över 65 år 9,0 %.
Genomsnittlig årsnederbörd är 796 millimeter. Den regnigaste månaden är juli, med i genomsnitt 190 mm nederbörd, och den torraste är januari, med 7 mm nederbörd.